# Чемпіонат СРСР з легкої атлетики в приміщенні 1971 — Стрибки у висоту (жінки)

## Результати

### Фінал
| Місце | Атлетка           | Регіон        | Місто/Область   | Результат |
| ----- | ----------------- | ------------- | --------------- | --------- |
| 1     | Антоніна Лазарева | РРФСР         | Московська обл. | 1,74      |
| 2     | Валентина Чулкова | Узбецька РСР  | Ташкент         | 1,74      |
| 3     | Аделаіда Гертіг   | Ленінград     | Ленінград       | 1,74      |
| 4     | Людмила Комлєва   | УРСР          | Харків          | 1,71      |
| 5     | Галина Філатова   | РРФСР         | Ярославль       | 1,68      |
| 6     | Ольга Комратова   | Казахська РСР | Караганда       | 1,68      |
| 7     | Л. Демченко       | РРФСР         | Краснодар       | 1,68      |
| 8     | Галина Жолудєва   | Ленінград     | Ленінград       | 1,68      |